# Bandeira de São José do Cerrito
A Bandeira de São José do Cerrito é um dos símbolos oficiais do município brasileiro supracitado, localizado no interior do estado de Santa Catarina. Constitui-se do brasão municipal posicionado ao centro de um retângulo com três faixas horizontais; amarela (acima), branca (ao meio) e verde (abaixo).